# 몰도바 소비에트 사회주의 공화국의 국장

몰도바 소비에트 사회주의 공화국의 국장

몰도바 소비에트 사회주의 공화국의 국장은 1941년 2월 10일에 제정되어 1990년 11월 3일까지 사용되었다.
국장 가운데에는 낫과 망치가 그려져 있으며, 낫과 망치 아래쪽에는 떠오르는 태양이, 국장 위쪽에는 빨간색 별이 그려져 있다.
국장 양쪽을 밀 이삭과 옥수수 그리고 포도와 토끼풀이 감싸고 있으며, 빨간색 리본이 이를 묶고 있다. 빨간색 리본 가운데에는 몰도바 소비에트 사회주의 공화국의 몰도바어 약칭인 "РССМ"이 쓰여져 있다.
리본 양쪽에는 소련의 나라 표어인 "만국의 노동자여, 단결하라!"라는 문구가 쓰여져 있는데, 왼쪽에는 몰도바어("Пролетарь дин тоате цэриле, униць-вэ!")로, 오른쪽에는 러시아어("Пролетарии всех стран, соединяйтесь!")로 쓰여져 있다.

## 같이 보기
- 소련의 국장
- 몰도바의 국장